# Terdžola
Terdžola (gruzínsky: თერჯოლა) je malé, relativně nové gruzínské město nacházející se v západogruzínském regionu Imeretie. V roce 2014 zde žilo 4644 obyvatel.
Terdžola se nachází v nížinné oblasti obklopená kavkazskými velehorami. Je protnuta silniční tepnou spojující Tbilisi (190 km východně od Terdžoly) a Zestaponi (14 km severozápadně). Terdžola byla poprvé zmíněna již v 17. století, ale statut města tato obec získala až v roce 1983.